# Найба (річка)
На́йба — річка на острові Сахалін, назва перекладається з айнської мови як «гирло річки». В адміністративному відношенні протікає по Долинському району Сахалінської області. Бере початок на хребті Шренка (г. Рудановського) у системі Західно-Сахалінських гір. Загальний напрям течії — з північного заходу на південний схід, тільки в самому низу течії повертає на північ. Впадає в затоку Терпіння Охотського моря. На річці стоять міста Долинськ, Биков і Вуглезаводськ, знаходиться риборозплідний завод Залом.
Довжина — 119 км, площа басейну — 1660 км². Живлення змішане, з переважанням снігового. Середній ухил — 0,92 %. Середньорічна витрата води — 20,7 м³/с, середній річний обсяг стоку — 0,65 км³. Вищий рівень спостерігається в першій декаді травня, нижчий можливий двічі — у другій декаді липня і в першій декаді вересня. Лід встановлюється звичайно в першій декаді грудня; весняний льодохід починається в другій декаді квітня.
Найбільші притоки (в дужках — довжина в км): праві — Великий Такий (59), Красноярка (31), Сейм (18), Десна (17); ліва — Донська (13).